# 阿里山石豆兰
阿里山石豆兰（学名：Bulbophyllum pectinatum var. transarisanense）为兰科石豆兰属下的一个变种。

## 扩展阅读
- 維基物種上的相關：阿里山石豆兰